# Ястребов, Глеб Гарриевич
Глеб Га́рриевич Я́стребов (род. 4 октября 1973) — российский библеист и переводчик. Магистр теологии. Автор ряда работ по истории раннего христианства и поиску исторического Иисуса. Наиболее известен по книге «Кем был Иисус из Назарета?» (2008). Один из авторов Большой Российской энциклопедии и Православной энциклопедии.

## Биография
Получил бакалавра теологии в Библейско-богословском институте святого апостола Андрея и магистра теологии в Центре иудео-христианских отношений.
Преподавал в Библейско-богословском институте святого апостола Андрея и Институте святого Фомы. Старший преподаватель и заведующий кафедрой Священного Писания и библейских дисциплин Свято-Филаретовского православно-христианского института, научный сотрудник лаборатории востоковедения и компаративистики Школы актуальных гуманитарных исследований Российской академии народного хозяйства и государственной службы при Президенте Российской Федерации.

## Список основных работ

### Монографии
- Ястребов Г. Г. Кем был Иисус из Назарета?. — М.: Эксмо, 2008. — 384 с. — ISBN 978-5-699-30637-4.
- Ястребов Г. Г. Иудаизм // 50 религиозных идей, которые никогда не понравятся Богу. — М. : Эксмо, 2009. — C. 37—100.

### Энциклопедии
Большая Российская энциклопедия
- Аграфы : [арх. 4 января 2023] / Г. Г. Ястребов // А — Анкетирование [Электронный ресурс]. — 2005. — С. 193. — (Большая российская энциклопедия : [в 35 т.] / гл. ред. Ю. С. Осипов ; 2004—2017, т. 1). — ISBN 5-85270-329-X.
- Ангел : [арх. 9 декабря 2022] / Е. А. Молодов, А. Б. Сомов, Г. Г. Ястребов; И. Л. Бусева-Давыдова (иконография) // А — Анкетирование [Электронный ресурс]. — 2005. — С. 678. — (Большая российская энциклопедия : [в 35 т.] / гл. ред. Ю. С. Осипов ; 2004—2017, т. 1). — ISBN 5-85270-329-X.
- Андрей Первозванный : [арх. 3 декабря 2022] / Г. Г. Ястребов, И. Л. Бусева-Давыдова // А — Анкетирование [Электронный ресурс]. — 2005. — С. 731. — (Большая российская энциклопедия : [в 35 т.] / гл. ред. Ю. С. Осипов ; 2004—2017, т. 1). — ISBN 5-85270-329-X.

Православная энциклопедия
- Ястребов Г. Г. Аарон в иудейской традиции // Православная энциклопедия, Т. 1. М. : Церковно-научный центр «Православная энциклопедия», 2000. — С. 19.
- Ястребов Г. Г. Амеша Спента / Г. Г. Ястребов // Православная энциклопедия, Т. 2. М. : Церковно-научный центр «Православная энциклопедия», 2000. С. 163—164.
- Ястребов Г. Г., Шмаина-Великанова А. И. Ашкеназийские хасиды / Г. Г. Ястребов // Православная энциклопедия, Т. 4. М. : Церковно-научный центр «Православная энциклопедия», 2002. — С. 229.
- Ястребов Г. Г. Анхра-Майнью // Православная энциклопедия, Т. 3. М. : Церковно-научный центр «Православная энциклопедия», 2001. — С. 13.

### Статьи
- Кристер Стэндал: In memoriam // Страницы Вып. 13:1. — 2008/2009. — С. 142—143.
- Источники сведений об Иисусе из Назарета // Приложение II к русскому изданию книги Н. Т. Райта «Иуда и Евангелие Иисуса» (перепечатка одной из глав книги Ястребова «Кем был Иисус из Назарета»). — М., 2009. — C. 155—190.
- Буддизм и христианство: попытка христианского взгляда // Буддизм России. — №44. — 2012. — С. 95—97.
- Ястребов Г. Г. Третий поиск исторического Иисуса: Кризис критериев достоверности // Страницы: богословие, культура, образование. — ББИ св. апостола Андрея, 2012. — Вып. 16, № 4. — С. 494—503.
- Ястребов Г. Г. «Поиск исторического Иисуса»: выход из тупика? // Альманах Свято-Филаретовского православно-христианского института. — 2014. — Вып. 12. — С. 11—33.
- Гипотеза Фаррера – Гоулдера: современные перспективы / Г. Г. Ястребов // Новозаветные исследования: проблемы и перспективы: Материалы конференции (РГГУ, 25 июня 2010 года). М. : РГГУ, 2014. — С. 11—35.
- Поиск исторического Иисуса: выход из тупика? / Г. Г. Ястребов // Свет Христов просвещает всех : Альманах Свято-Филаретовского православно-христианского института. Вып. 12. М. : СФИ, 2014. — С. 11–33.
- Евангелия как катехизические тексты / Г. Г. Ястребов // Материалы международной научно-практической конференции «Керигматическая проповедь о Христе слушающим и просвещаемым» (Москва, 16-18 мая 2016 г.). — М. : СФИ, 2017. — С. 166–183.
- Послания апостола Павла в современной науке / Г. Г. Ястребов // Павловы послания : Комментированное издание. — М. : Институт перевода Библии, 2017. — С. 751–771.
- Служение женщин в церкви в апостольский период / Г. Г. Ястребов // Евхаристическая экклезиология сегодня: восприятие, воплощение, развитие. Материалы Международной научно-богословской конференции. — М. : СФИ, 2018. — С. 311–331.
- Иисус как апокалиптический пророк (гипотеза Вайса-Швейцера): критическая оценка и перспективы / Г. Г. Ястребов // Вестник Свято-Филаретовского института. — М. : СФИ, 2019. Вып. 32. — С. 29–47.

### Предисловия
- Предисловие к русскому изданию словаря Иисус и Евангелие. — М. : ББИ св. апостола Андрея, — 2003. — С. viii–ix.
- Предисловие к русскому изданию словаря «Мир Нового Завета». — М. : ББИ св. апостола Андрея, — 2010. — С. viii–ix.

### Учебно-методические работы
- Введение в иудаизм: учебное пособие. — М. : ББИ св. апостола Андрея, 2005. — 148 с. — ISBN 5-89647-127-0
- Работа с научной литературой по Новому Завету (новозаветная библеистика). — М. : СФИ, — 2014. — 68 с.

### Переводы
- Еп. Каллист (Диоклийский). Понимание спасения в православной традиции // Страницы. — М. — №3. — 1996. — C. 17—37.
- Полкинхорн Д. Дружба науки и религии // Страницы. — №3. — 1996. — C. 127—138.
- Фи Г. Д. Экзегезис и духовность: мысли о замыкании экзегетического круга // Мир Библии. — №4. — 1997. — С. 40—45.
- Статьи по иудаизму в сборнике «Права человека и религия: хрестоматия» / под ред. В. Новика. — М., 2001. — ISBN 5-89647-042-8
- Ньюзнер Дж. Смерть и жизнь после смерти в мировых религиях. — М. : ББИ, 2003. — 123 с. — ISBN 5-89647-172-6
- Чарльзуорт Дж. «Исторический Иисус и экзегетическое богословие» // Страницы. № 6:3. Москва, 2003. — С. 336–355.
- Райт Н. Т. Иисус и победа Бога. — М. : ББИ св. апостола Андрея, 2004. — 688 с. — ISBN 5-89647-078-9
- Хейз Р. Этика Нового Завета. М. : ББИ св. апостола Андрея, 2005. — 712 с. — ISBN  5-89647-101-7
- Мецгер Б. Новый Завет: контекст, формирование, содержание. — М. : ББИ св. апостола Андрея, — 2006.
  - Мецгер Б. Новый Завет: контекст, формирование, содержание. — 3-е изд. — М. : ББИ св. апостола Андрея, 2013. — 360 с. — ISBN 978-5-89647-249-0
- Данн Дж. Единство и многообразие в Новом Завете. — М. : ББИ св. апостола Андрея, 2009. — 523 с. — ISBN 978-5-89647-216-2
- Райт Н. Т. Послание к Римлянам: популярный комментарий. — М. : ББИ св. апостола Андрея, 2009. — 243 с.
- Райт Н. Т. Деяния Апостолов: популярный комментарий. — М. : ББИ св. апостола Андрея, 2010.
- Вандеркам Дж. Введение в ранний иудаизм. — М. : ББИ св. апостола Андрея, 2010.
- Пэттисон Дж. Размышления о Боге в век технологий. — М. : ББИ, ББИ св. апостола Андрея. Совместно с А. Лукьяновым.
- Фридман Р. Как создавалась Библия. — М. : Эксмо, 2011.
- Тракателис Д. Власть и страдания: христологические аспекты Евангелия от Марка. — М. : ББИ св. апостола Андрея, 2012.
- Армстронг К. Биография Бога. Все, что человечество успело узнать. — М. : Эксмо, 2012.
- Армстронг К. Дао религии. Как лучшие духовные принципы работают на ваше счастье. — М. : Эксмо, 2012.
- Николас де Ланж. Иудаизм. Древнейшая мировая религия. — М. : Эксмо, 2012. — 523 с. — ISBN  978-5-699-56122-3
- Кесслер Э. Введение в еврейско-христианские отношения. — М. : ББИ св. апостола Андрея, 2012.
- Данстан Э. «Карл Барт: красота и слава – вызов пониманию Бальтазара» // Страницы. — №16:4. — 2012.
- Кнежевич Р. «Спасительная красота обычных предметов» // Страницы. — №17:1. — 2013.
- Райт Н. Т. Ранние христианские письма. Иаков, Петр, Иоанн и Иуда: популярный комментарий. — М. : ББИ св. апостола Андрея, 2013.
- Райт Н. Т. Откровение Иоанна: популярный комментарий. — М. : ББИ св. апостола Андрея, 2013.
- Вермеш Г. Христианство. Как все начиналось. — М. : Эксмо, 2014.
- Пейглс Э. Доктрина шока. Для чего была написана самая загадочная книга Библии. — М. : Эксмо, 2014.

### Научная редактура
- Тов Э. Текстология Ветхого Завета. М. : ББИ св. апостола Андрея, — 2001.
- Дж. Грин, С. Макнайт и Х. Маршалл, ред. Иисус и Евангелия: словарь. — М. : ББИ св. апостола Андрея, — 2003. В сотрудничестве с М. Беловой и другими.
- У. Луц и А. Михаэльс. Иисус или Будда: жизнь и учение в сравнении. — М. : ББИ св. апостола Андрея, — 2005. Редактор части книги, посвященной Иисусу.
- Браун Р. Введение в Новый Завет. — М. : ББИ св. апостола Андрея, — 2007. В сотрудничестве с А. Лысаковым и Н. Киреевой.
- К. Эванс, Р. Мартин, Д. Рейд, ред. Мир Нового Завета: словарь. — М. : ББИ св. апостола Андрея, — 2010. В сотрудничестве с И. Гусевой и П. Лебедевым.